# Вальтер Рід
Вальтер Рід (англ. Walter Reed, 13 вересня 1851, Белрой, Вірджинія, США — 23 листопада 1902, Вашингтон, США) — американський військовий лікар, що в 1900 році підтвердив теорію кубинського доктора Карлоса Фінлея про поширення жовтої гарячки та малярії комарами через укус. Завдяки йому розвинулися нові галузі епідеміології і біомедицини, а одразу після досліджень вдалося значно скоротити захворюваність на ці хвороби і закінчити будівництво Панамського каналу в 1914 році.
Іменем Вальтера Ріда названо Національний військовий медичний центр у Вашингтоні, округ Колумбія, який з XX-го століття обслуговував багатьох президентів США.